# 本通停留場
本通停留場（ほんどおりていりゅうじょう、本通電停）は、広島県広島市中区本通にある広島電鉄宇品線の停留場である。駅番号はU01。

## 歴史
当停留場は1912年（大正元年）、宇品線が紙屋町停留場から御幸橋停留場までの区間で営業を開始した際に革屋町停留場（かわやちょうていりゅうじょう）として開業した。太平洋戦争下の1944年（昭和19年）からは休止され、広島市への原子爆弾投下後の路線復旧に合わせて1945年（昭和20年）9月12日より営業を再開した。
1965年（昭和40年）4月1日には広島市が町名変更を実施し、革屋町を本通に改めたため、これに合わせて停留場名も本通に改称されている。

### 年表
- 1912年（大正元年）11月23日：宇品線の開通に伴い革屋町停留場として開設[1]。
- 1944年（昭和19年）6月10日：休止[1]。
- 1945年（昭和20年）9月12日：宇品線の紙屋町 - 電鉄前間が被爆から復旧し、営業再開[1]。
- 1965年（昭和40年）4月1日：町名変更に伴い、本通停留場に改称[1][3]。
- 1996年（平成8年）10月：駅番号「U1」を付与[5]。
- 2012年（平成24年）12月20日：9月より着工されていた停留場の改良工事が完了[6]。
- 2025年（令和7年）8月3日：駅番号を「U01」へ変更[7]。

## 停留所構造
宇品線はほぼすべての区間で道路上に軌道が敷かれた併用軌道で、当停留場も道路上にホームが設けられている。ホームは低床式で2面あり、南北方向に伸びる2本の線路を挟み込むように配置されている。2面のホームは本通交差点を挟んで南北に分かれており、交差点の北に広島港（宇品）方面へ向かう下りホーム、南に紙屋町・本線方面へ向かう上りホームがある。それぞれのホームへは、本通交差点の横断歩道を利用する。
通常は無人駅であるが、ひろしまフラワーフェスティバルや広島夢みなと花火大会開催時には出札要員が配置される。多客時には停留場から乗客があふれることがあったため、2012年（平成24年）9月から12月にかけて停留場に改良が施され、ホーム長を5.6 m延長・ホーム幅を0.3 m拡張・上屋を21.6 m延長など全体的に大型化したほか、車椅子やベビーカーの利用に配慮し、壁面をガラス張りにするなどバリアフリー化された。

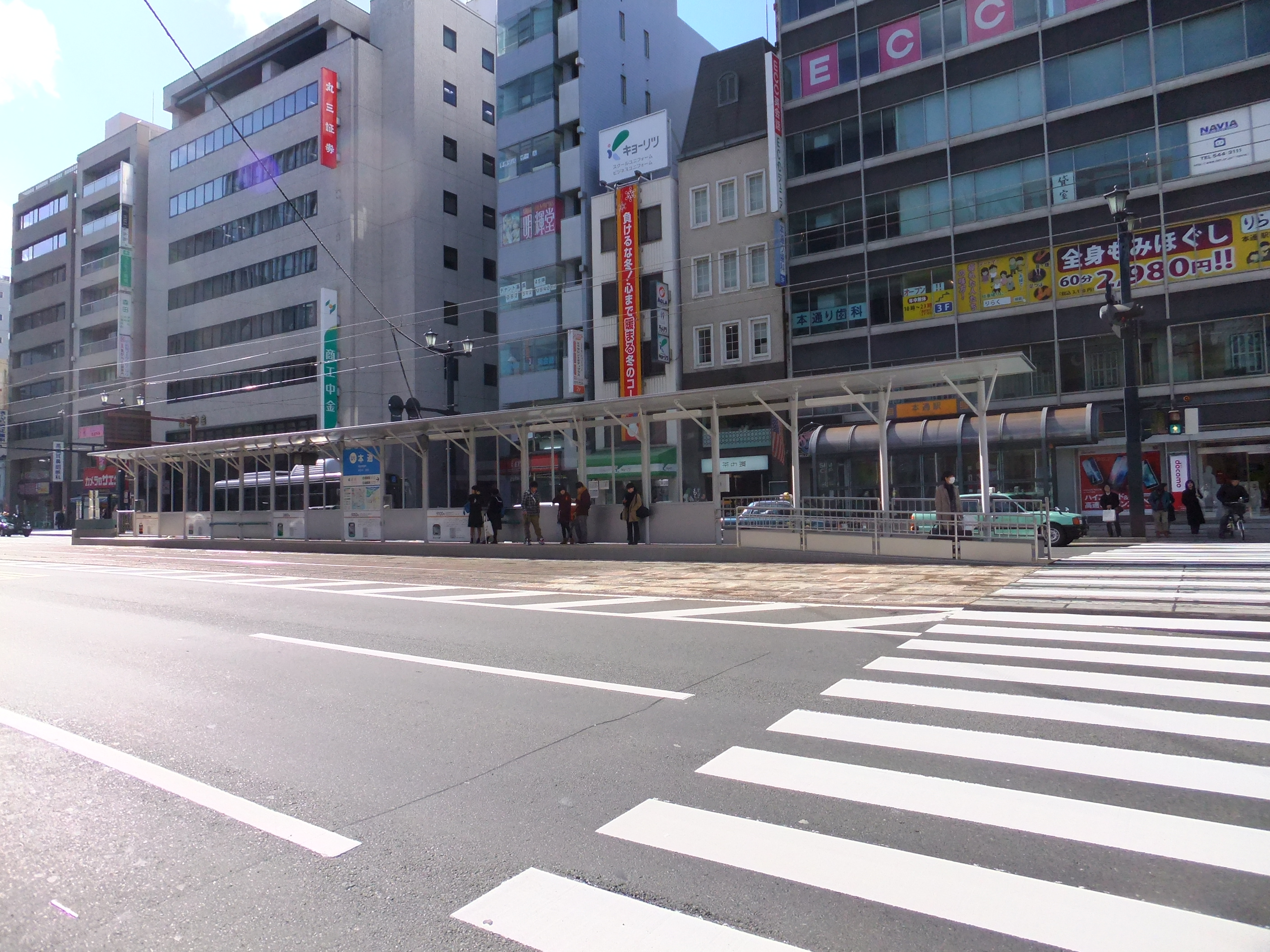
紙屋町方面ホーム
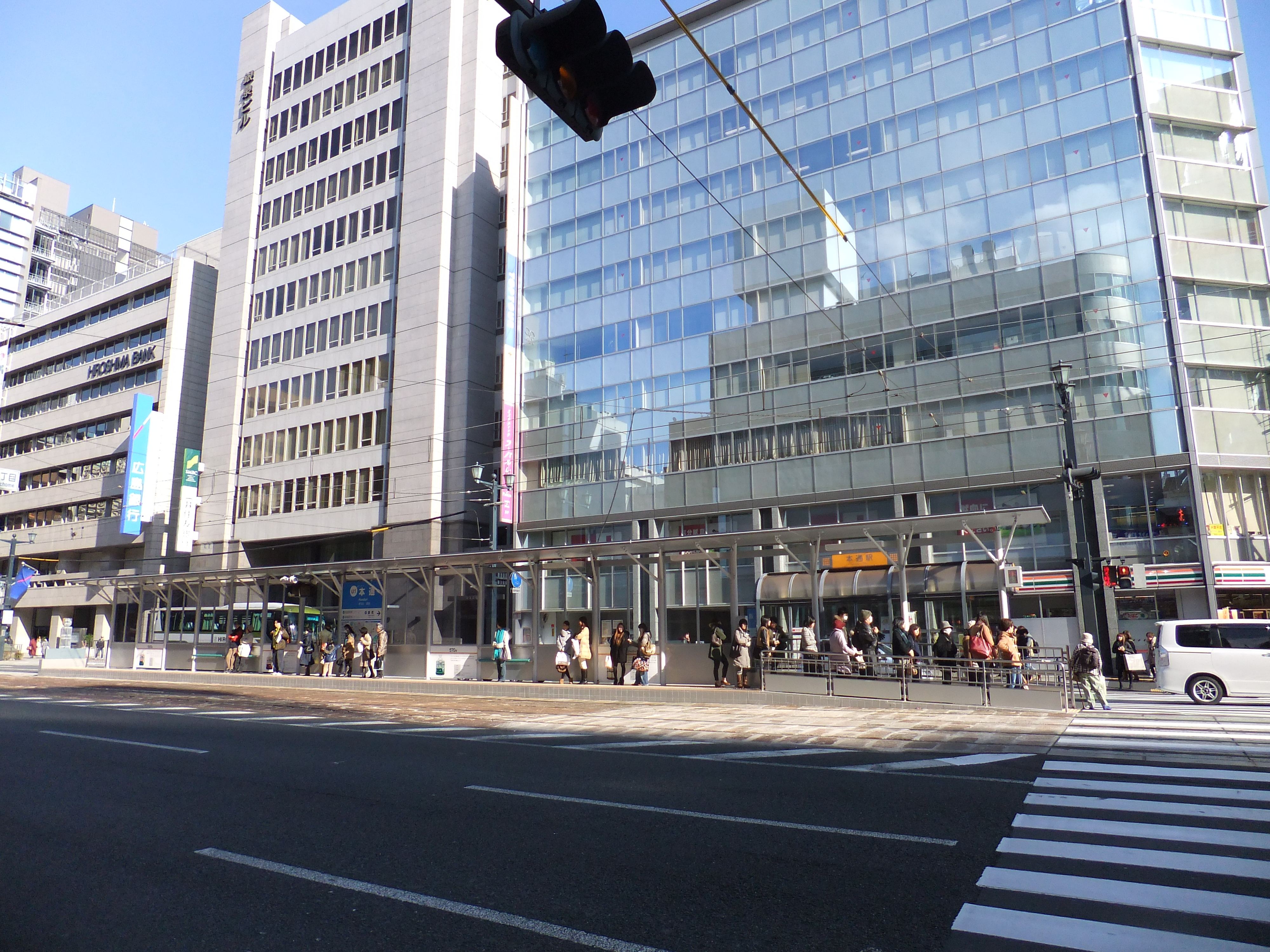
広島港（宇品）方面ホーム
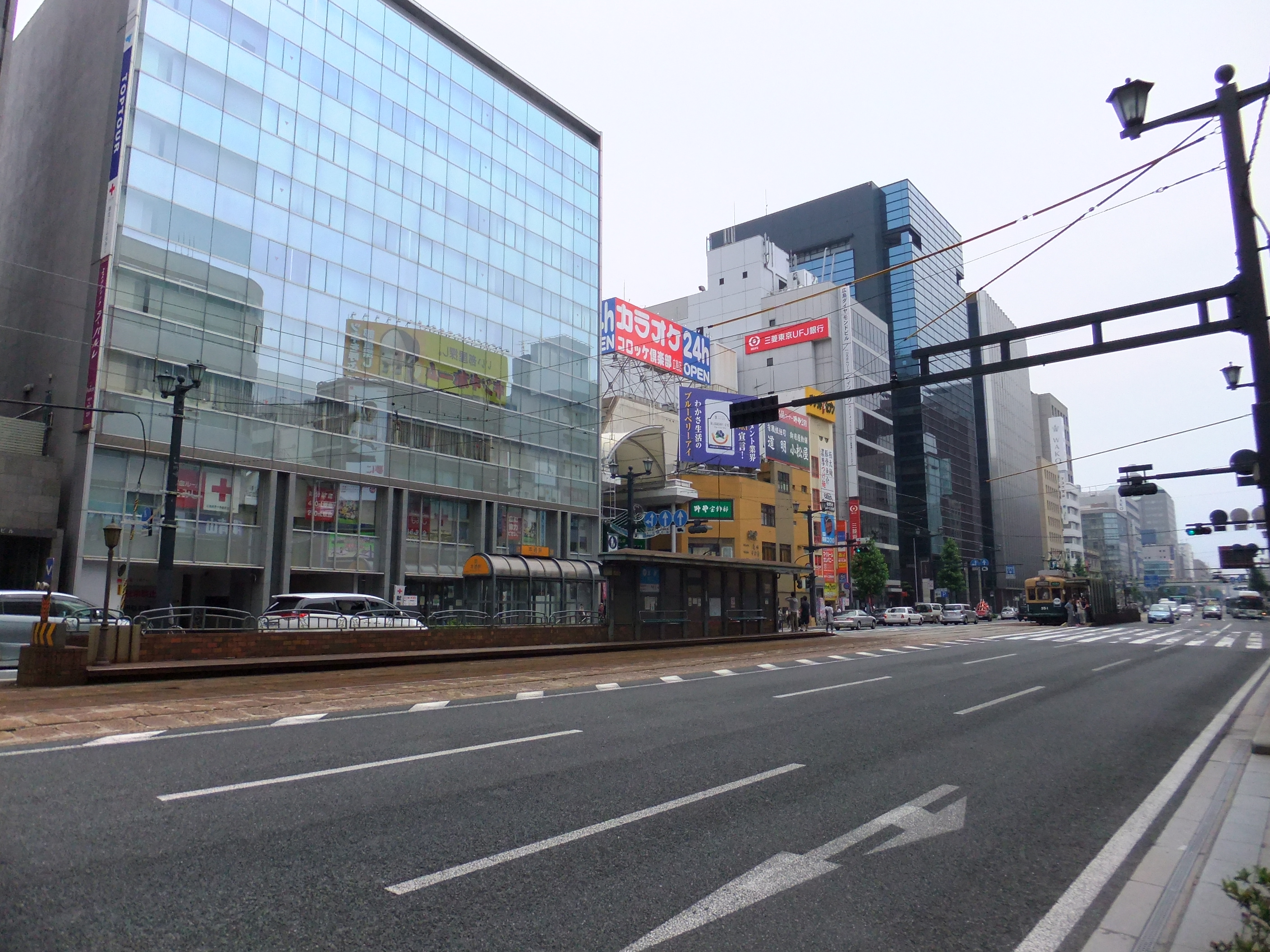
改良前の停留場全景（2012年6月）
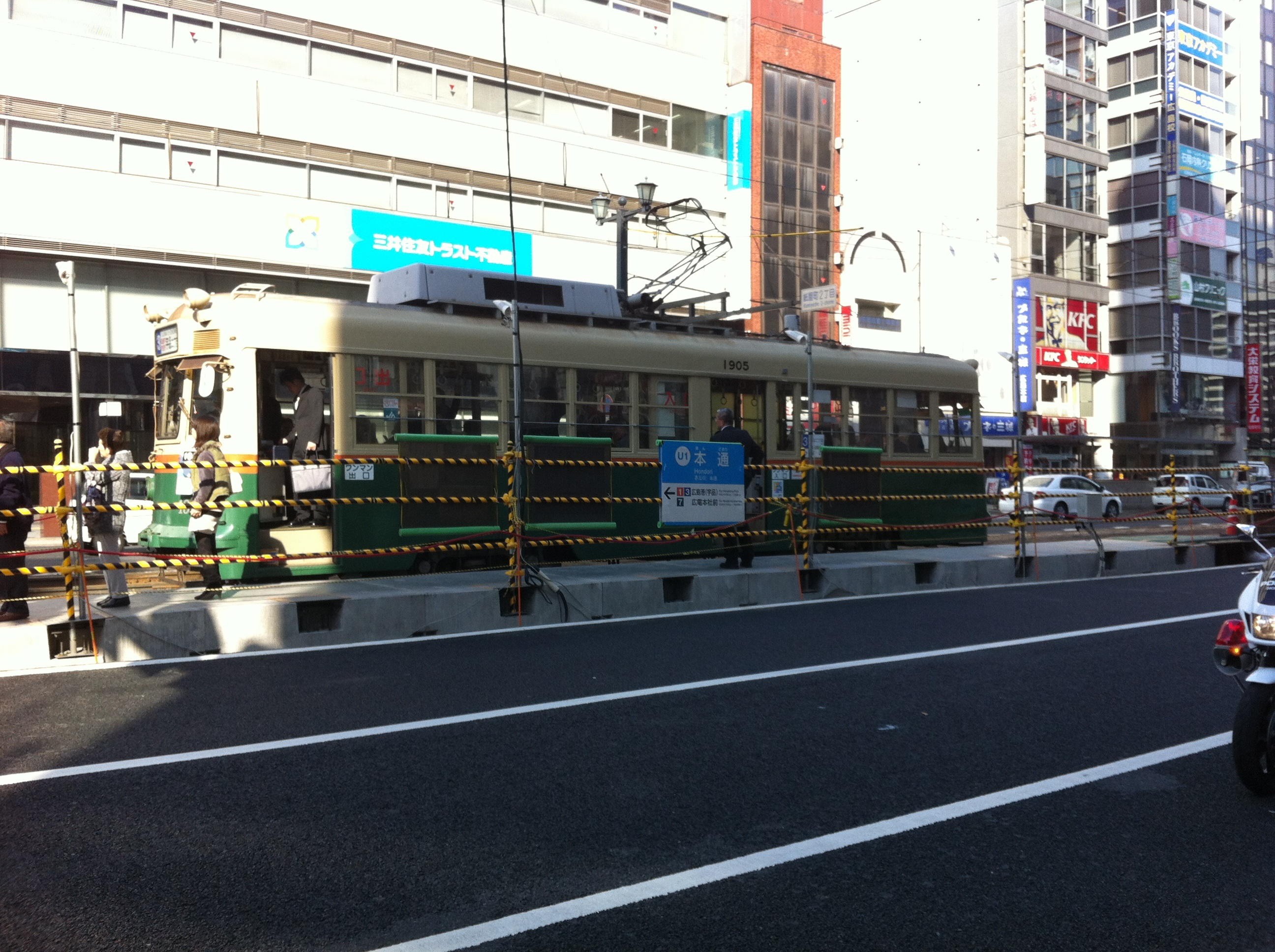
改良工事中に設けられた仮ホーム（広島港（宇品）方面、2012年11月6日）

### 運行系統
本通停留場には広島電鉄で運行されている系統のうち、1号線、3号線、7号線、それに0号線が乗り入れる。広島電鉄が定める乗換え指定電停の一つであり、当停留場で行先の異なる電車どうしを乗り継ぐことができる。また、北隣にある紙屋町停留場とは2016年（平成28年）1月16日から乗り換え制度上同一電停扱いとなり、乗り換えの際には互いの停留場間を徒歩で移動することができる。
| 下りホーム （市役所前方面） | 1号線 · 7号線         | （広電本社前経由）広島港（宇品）ゆき   |
| 下りホーム （市役所前方面） | 3号線 · 0号線         | 日赤病院前ゆき                         |
| 下りホーム （市役所前方面） | 3号線 · 7号線 · 0号線 | 広電本社前ゆき                         |
| 上りホーム （紙屋町方面）   | 1号線                 | （八丁堀経由）広島駅ゆき               |
| 上りホーム （紙屋町方面）   | 3号線                 | （十日市町経由）広電西広島（己斐）ゆき |
| 上りホーム （紙屋町方面）   | 7号線                 | （十日市町経由）横川駅ゆき             |

## 利用状況
各年度の「移動等円滑化取組報告書（軌道停留場）」によると、近年の1日平均乗降人員は以下の通りである。
| 年度                | 1日平均 乗降人員 |
| ------------------- | ---------------- |
| 2019年（令和 元年） | 8,698            |
| 2020年（令和02年）  | 6,245            |
| 2021年（令和03年）  | 6,634            |
| 2022年（令和04年）  | 7,362            |
| 2023年（令和05年）  | 7,603            |
| 2024年（令和06年）  | 7,504            |

## 停留所周辺
広島市の中心部に所在し、商店・金融機関が多く存在する。江戸時代より近くを西国街道が通り、古くから商業の中心であった。
停留場の地下には広島高速交通広島新交通1号線（アストラムライン 新白島・中筋・大町方面）の本通駅が位置し、連絡が可能。
- 紙屋町シャレオ
- 広島本通商店街
  - サンモール
  - 広島アンデルセン
- 広島平和記念公園（特にレストハウス・原爆の子の像周辺）
- 明治安田生命広島本通ビル
  - 広島県赤十字血液センター本通出張所（献血ルームもみじ）
- ソフマップ広島店
- 三菱UFJ銀行広島支店
- 広島銀行本店
- 広島市信用組合本店
- 本通りバス停（広電バス・広島バス・JRバス中国・芸陽バス）
- ユアーズ LIVI広島本通店

## 隣の停留場
広島電鉄
宇品線
紙屋町停留場 (M07/M08) - 本通停留場 (U01) - 袋町停留場 (U02)